# Józef Glemp
Józef kardinál Glemp [juzef glemp] (18. prosince 1929 Inowrocław, Polsko – 23. ledna 2013 Varšava) byl kardinál a polský primas.

## Život
Absolvoval Prymasowskie Wyższe Seminarium Duchowne v Hnězdně a také Papežskou lateránskou univerzitu. Kněžské svěcení přijal 25. května 1956.
V letech 1967–1979 byl osobním sekretářem primase Stefana Wyszyńského. Biskupské svěcení přijal 21. dubna 1979 z rukou primase kardinála Stefana Wyszyńského, arcibiskupa a metropolity krakovského Franciszka Macharského a biskupa Jana Obłąka, tehdejšího warmińského pomocného biskupa. Zároveň byl jmenován warmińským biskupem.
O dva roky později 7. července 1981 byl jmenován papežem Jana Pavlem II. arcibiskupem-metropolitou hnězdenským (tuto funkci zastával do roku 1992) i varšavským (do roku 2007), a také primasem polským. Při konzistoři 2. února 1983 byl jmenován kardinálem.
Od března roku 1992 v souvislosti s rozdělením tehdejší personální unie arcibiskupství hnězdensko–varšavského zůstal titul primase při arcibiskupství varšavském Józefu Glempovi. Po roce 2009 se tento titul navrátil a zůstal ve Hnězdně.
Do roku 2004 byl předsedou Polské biskupské konference.

## Role v případu Jerzyho Popiełuszka
V roce 2009 byl v Polsku natočen film o knězi Jerzym Popiełuszkovi, který byl v roce 1984 zavražděn příslušníky komunistické tajné služby. Primas kardinál Glemp ve filmu hraje sám sebe.
Podle některých tvrzení se tak snažil napravit svůj obraz v očích veřejnosti v souvislosti se svou rolí v kauze Popiełuszko. Glemp dle svědectví pamětníků a Institutu národní paměti spolupracoval s tehdejším komunistickým vedením Polska. Jeho roli ocenil i generál Jaruzelski, když na adresu kardinála prohlásil: „Je to muž, který s námi může v rámci uklidnění situace v zemi spolupracovat." Když věřící začali požadovat zahájení procesu beatifikace Popiełuszka, Glemp podle archivů komunistické tajné služby prohlásil: „Dokud budu primasem, proces blahořečení nezačne."
Když v roce 1987 papež Jan Pavel II. navštívil rodné Polsko, snažily se úřady i primas Glemp zabránit tomu, aby se modlil u Popiełuszkova hrobu. Jan Pavel II. tak ale podle svého přesvědčení učinil.
Proces beatifikace začal nakonec až v únoru roku 1997, tedy více než 12 let od Popiełuszkovy mučednické smrti. V souvislosti s premiérou filmu přinesl polský deník Rzeczpospolita informaci, že beatifikace byla oddalována proto, že kardinál Glemp odmítl podat požadovaná svědectví. Vatikán později rozhodl, že bude v procesu pokračovat i bez Glempa.